# Abròtan

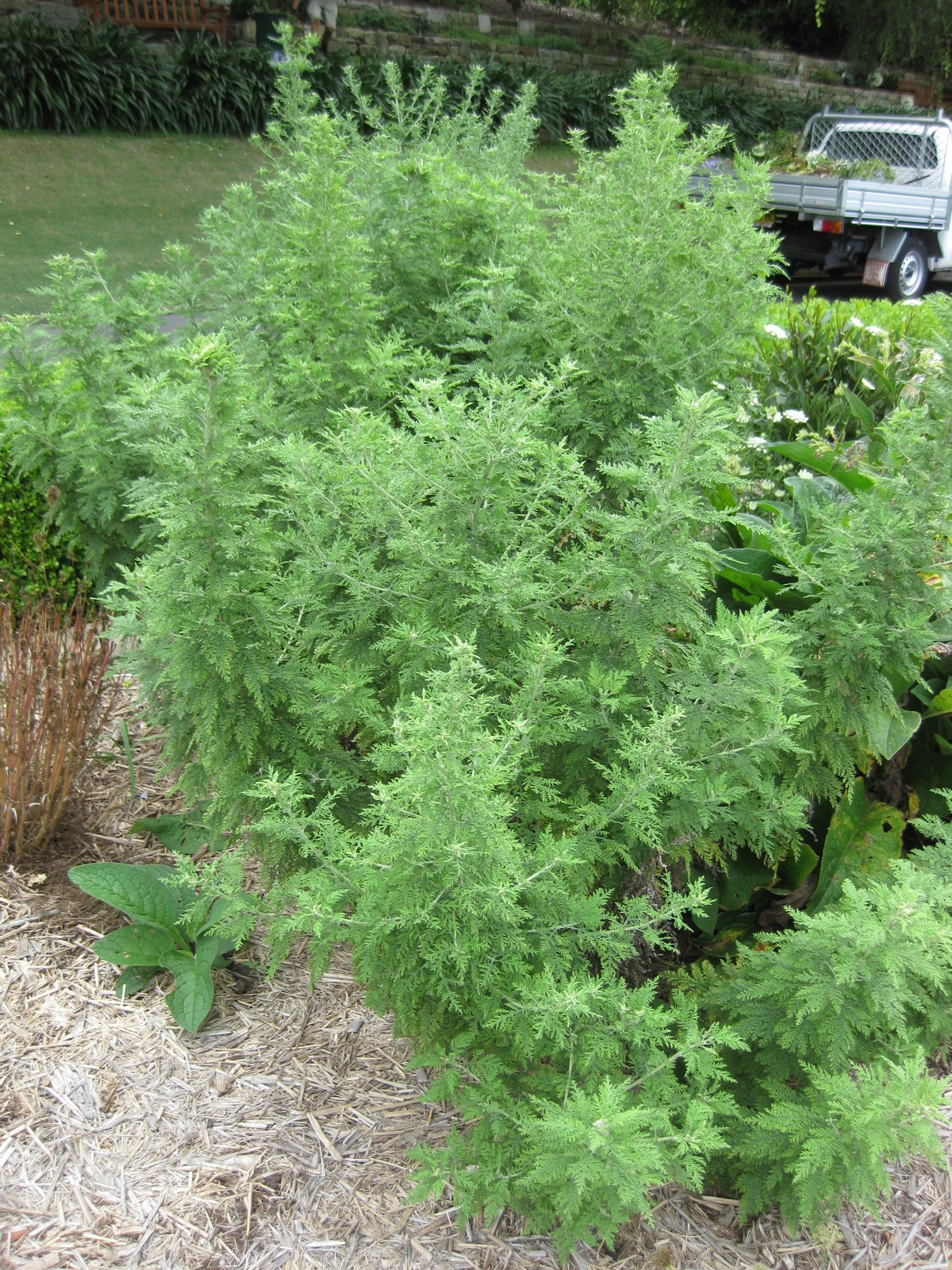
Vista de la planta

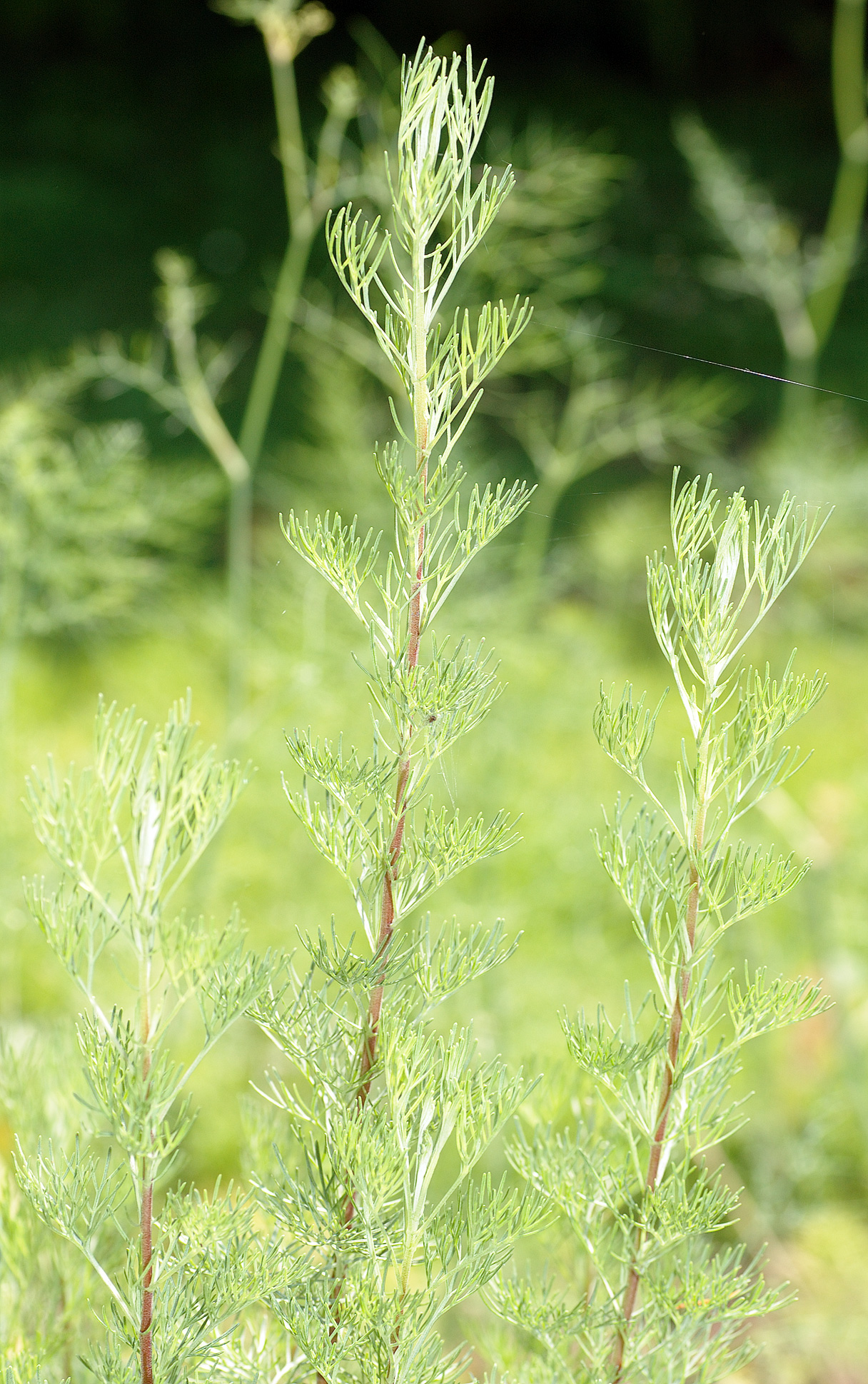
Detall de la planta

La broida, abròtan o herba cuquera (Artemisia abrotanum), és una espècie de planta amb flors del gènere Artemisia dins la família de les asteràcies. Addicionalment pot rebre els noms d'artemisa, boixac, botja, broida rogenca, broida vera, espernallac i herba dels cucs. També s'han recollit les variants lingüístiques broina i brotja. Avui dia els seu ús més estès és el de planta ornamental.

## Distribució
Aquesta planta és nativa de la zona mediterrània de la península Ibèrica, França i Itàlia. Cultivada i rarament subespontània a Catalunya i País Valencià especialment a zones de muntanya.

## Morfologia
Creix en forma de mata erecta de 50 a 100 cm, les fulles (1-3 pinnatisectes) són simples o poc dividides: la planta és grisosa almenys al revers de les fulles. Les flors són petites i grogues i agrupades en inflorescències en capítols, que al seu torn formen panícules ramificades. Floreix de juliol a octubre. Es pot propagar fàcilment per esqueix o per divisió de les arrels.

## Taxonomia
Els següents noms científics són sinònims d'Artemisia abrotanum:
- Abrotanum alpestre Jord. & Fourr.
- Abrotanum ambiguum Jord. & Fourr.
- Abrotanum brachylobium Jord. & Fourr.
- Abrotanum congestum Jord. & Fourr.
- Abrotanum incanescens Jord. & Fourr.
- Abrotanum mas Garsault
- Abrotanum pauciflorum Jord. & Fourr.
- Abrotanum pedunculare Jord. & Fourr.
- Abrotanum platylobum Jord. & Fourr.
- Abrotanum pulverulentum Jord. & Fourr.
- Abrotanum rhodanicum Jord. & Fourr.
- Abrotanum suave Jord. & Fourr.
- Abrotanum virgatum Jord. & Fourr.
- Abrotanum viridulum Jord. & Fourr.
- Abrotanum xerophilum Jord. & Fourr.
- Artemisia abrotanifolia Salisb.
- Artemisia altissima Ehrh. ex DC.
- Artemisia anethifolia Fisch. ex DC.
- Artemisia angustifolia Gray
- Artemisia elatior Klokov
- Artemisia elegans Fisch. ex Ledeb.
- Artemisia foeniculacea Steven ex DC.
- Artemisia herbacea Besser
- Artemisia herbacea Clarke ex DC.
- Artemisia humilis Mill.
- Artemisia naronitana Vis. ex DC.
- Artemisia paniculata Lam.
- Artemisia procera Willd.
- Artemisia proceriformis Krasch.
- Artemisia sabulosa Steven ex DC.
- Artemisia tenuissima Spreng. ex Besser

## Usos
L'abròtan és antisèptic i mata els cucs intestinals; tradicionalment es feia servir per a problemes de fetge i estomacals. El metge del segle xvii Culpeper el feia servir per a provocar la menstruació.